# Општина Лопатари (Бузау)
Лопатари (рум. Lopătari) општина је у Румунији у округу Бузау.
Oпштина се налази на надморској висини од 642 m.